# Пејн (Џорџија)
Пејн (Џорџија) (енгл. Payne) град је у америчкој савезној држави Џорџија. По попису становништва из 2010. у њему је живело 218 становника.

## Демографија
Према попису становништва из 2010. у граду је живело 218 становника, што је 40 (22,5%) становника више него 2000. године.
| Група             | 2000.       | 2010.       |
| Белци             | 152 (85,4%) | 70 (32,1%)  |
| Афроамериканци    | 24 (13,5%)  | 142 (65,1%) |
| Азијати           | 0 (0,0%)    | 0 (0,0%)    |
| Хиспаноамериканци | 0 (0,0%)    | 3 (1,4%)    |
| Укупно            | 178         | 218         |